# 磯焼け
磯焼け（いそやけ）とは、海藻が繁茂し藻場を形成している沿岸海域で、海藻が著しく減少・消失し、海藻が繁茂しなくなる現象を指す。藻場衰退域の拡大に伴って、アワビやサザエ等の生物が減少し、沿岸漁業に大きな打撃を与える。

## 定義の詳細と変化
「磯焼け」（rocky-shore denudation）とは、沿岸の岩礁域等で海藻が繁茂する藻場が、本来の海藻の季節的な変化や多少の経年変化の範囲を越えて、海藻の著しい減少・消失状態が続き、海藻が繁茂しなくなる現象を指す。
磯焼け（藻場の減少・消失）により、海藻類（ワカメやコンブなど）を採集できなくなる。また、海藻を餌とする生物（アワビやサザエなど）や海藻を住処とする多くの生物（カサゴやメバルなど）もみられなくなる。磯焼けは沿岸生物の生態系全体に波及し、沿岸の漁獲量が激減して漁村の疲弊にも繋がる。
磯焼けの定義について、かつては人的影響による藻場の消失のみを定義とされていたが、近年では前述の藻場の減少や消失、生態系の激変等の現象そのものを指すようになっている。
この定義の「磯焼け」に対応するのが"sea desert"（海の砂漠、海の砂漠化）である。
なお、磯焼けは、必ずしも「サンゴ藻（石灰藻、ピンク色をし、石灰化した固い細胞壁を持つ紅藻類）が海底を覆い、潮下帯の磯全体が白っぽく見える」ことだけを言うのではない。これはむしろ磯焼けの原因となっている現象なのではないかとされている。
水深が深くなる沖では、沖焼けがおきるが、光不足や海水の停滞、浮泥の堆積、ウニの恒常的な摂餌圧などの理由で海藻植生が乏しい貧植生域となっており、区別される。

## 研究の歴史
もともとは伊豆地方の漁民の言葉で「磯焼け」とも「磯枯れ」とも言ったという。「磯焼」自体も、海藻学者の遠藤吉三郎が、静岡県伊豆東海岸のテングサ漁場の荒廃について、20世紀初頭に発表した時の言葉であり、歴史は古い。
古来から日本では、海藻を様々に利用してきたことから、海藻の増減に敏感であった。18世紀後半の長崎県対馬における肥料の資料に、海藻の採取量が減っている年が続いていることが言及される例などが残されている。学会では初めて言及されたのは、1885年に、静岡県勧業課が大日本水産会に「磯の焼け」として「石花菜（注：テングサ）枯死の原因及其豫防法質問」を提出したことに始まる。それから研究が盛んとなり、多くの研究者が研究を行っている。

## 原因
考えられる原因として
- ウニや小型巻貝、アイゴ、チヌ、イスズミなどの藻食生物による食害
  - ウニによる不毛域をウニ焼け（英語版）と呼ぶ[1]。
  - イスズミなどの暖かい海に生息する魚が温暖化により北上している[2]。特にアイゴは海藻を好んで食べる魚で日本全国の海岸線に生息している。冬になると水温低下により食欲が落ちていたが、温暖化により冬の海水温の上昇により食欲が落ちなくなり、海藻を食べ尽くしているのではないかと考えられている。
- 無節サンゴモの優占(食害に強いが、他の海藻がなくなると食害される[1])
- 恒常的な海の波浪や海底の侵食
- 漂砂による傷・汚れ
- 日射量の減少による光合成阻害
- 泥等による海藻胞子の基質付着の阻害
- 海域の栄養塩濃度の低下（貧栄養化）に伴う、海藻の成長不良（栄養不足）
- 海藻の成長を阻害する有毒物の影響

などがある。
また、人間活動に伴う原因として
- 浅場の埋め立てや防波堤の設置による浅場の消失や湾内等の停滞水域の増加
- 捕鯨による大量の汚物（鯨油・血液・糞など）の流出[3]
- 船舶の船底塗料、下水処理場等の残留塩素、環境ホルモン、農薬、除草剤等の人工的な有毒物
- ダムや堰の造成による海域での浮泥の増加（胞子の基質付着の阻害）
- 陸域負荷量の慢性的な増加等によって海域の栄養塩濃度が増加（富栄養化）したり、浅場の埋め立てや防波堤等の設置により海水が停滞し、植物プランクトンが恒常的に繁殖しやすくなり、透明度が低下する。これに伴う、日射量の減少による光合成阻害
- 陸域負荷量の削減等による海域の栄養塩濃度の低下（貧栄養化）に伴う、海藻の成長不良（栄養不足）
- 地球温暖化による海水温の上昇や海流・気候の変化（台風の増加等）

などがある。
なお、一般に河川水（栄養塩）が流入し適度に流れのある沿岸の岩礁域では、豊かな藻場が形成されている場合が多い。
しかし、多くの場合、原因ははっきりと特定されていない。また、水域によって主たる原因も異なる。

## 対策

### 栄養
鉄分不足で植物プランクトンなどが生成されにくい海域はHNLC海域とよぶ。
生物が吸収しやすく有用な藻類の生育に必要な鉄分（二価鉄）を豊富に含む製鉄スラグを海中に埋設・投下することにより磯焼けへの対策として効果があることが確認されている。
北海道増毛町で、増毛漁業協同組合と日本製鉄の協力のもと行われた実証試験では、増毛町舎熊海岸に製鉄スラグに腐葉土を混ぜた施肥ユニット（ビバリーバッグ）を埋設したところ、埋設を行っていない地域と比べ海藻湿重量が約230倍にも増加した。また翌2006年も効果が増大し、再生した海藻群落の範囲はさらに広がった。増毛町での実験成功を受けて、本技術を用いた藻場再生実証試験は、日本各地で行われるようになった。北海道内をはじめ、長崎県、三重県、和歌山県など、その数は現在では約20カ所を数えるに至っている。

### 食害対策
藻食動物には、人間が食用とするには独特な磯臭さがあり商品価値が低いが、魚では血合いを取り除く加工を行うなど、さまざまな対策が行われている
神奈川県水産技術センターでは磯焼け対策として駆除されるウニを、廃棄対象のキャベツを与えて養殖する技術を確立し「キャベツウニ」として商標登録した。これを手本として、日本各地の磯焼けが問題となっている地域で、ウニを回収し、地元で獲れた野菜や果物の食品廃材を使った養殖が試みられている。
ウニノミクス株式会社は、磯焼け対策として駆除されるウニを陸上で通年養殖する技術を確立し、事業化した。

2021年には国連から「持続可能な開発のための国連海洋科学の10年」から公式推薦を授与。

現在、山口県と大分県に蓄養拠点を展開している。